# Colchicum serpentinum
Colchicum serpentinum är en tidlöseväxtart som beskrevs av Jurij Nikolajevitj Voronov och Pavel Ivanovich Misczenko. Colchicum serpentinum ingår i släktet tidlösor, och familjen tidlöseväxter. Inga underarter finns listade i Catalogue of Life.
Colchicum serpentinum växer vilt i centrala och östra Turkiet.

## Bilder

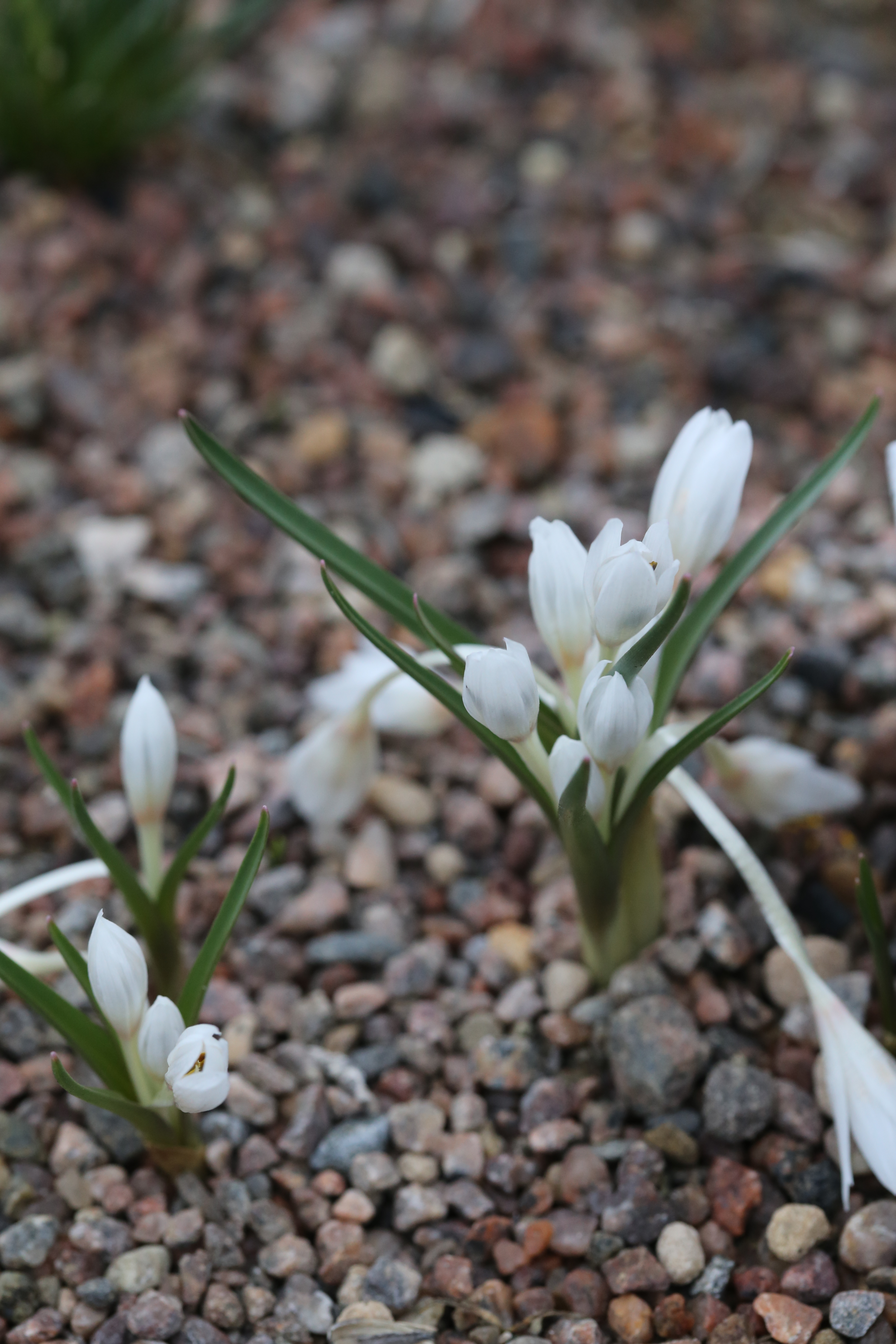
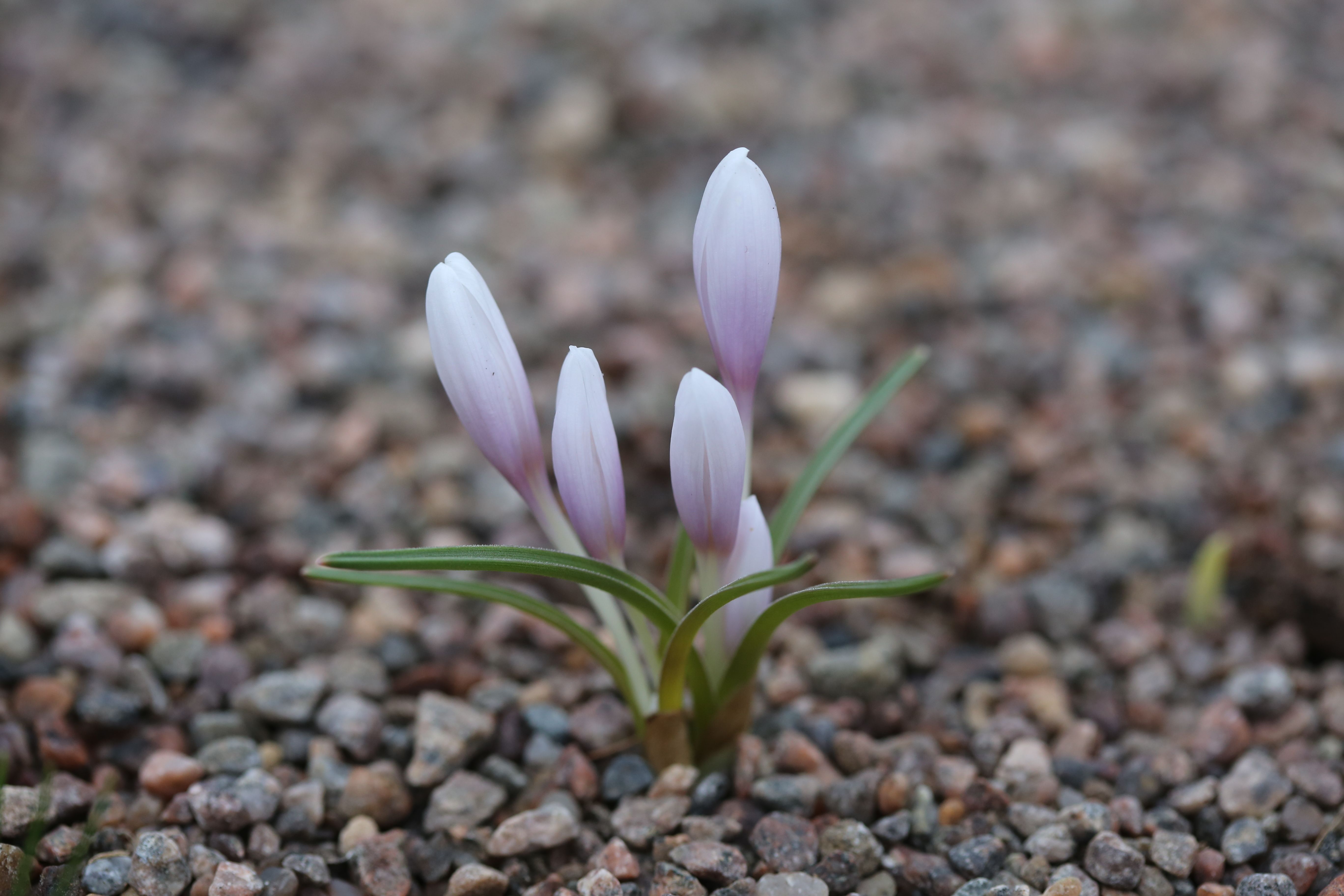